# Статуя Геркулеса (Дура-Эвропос)

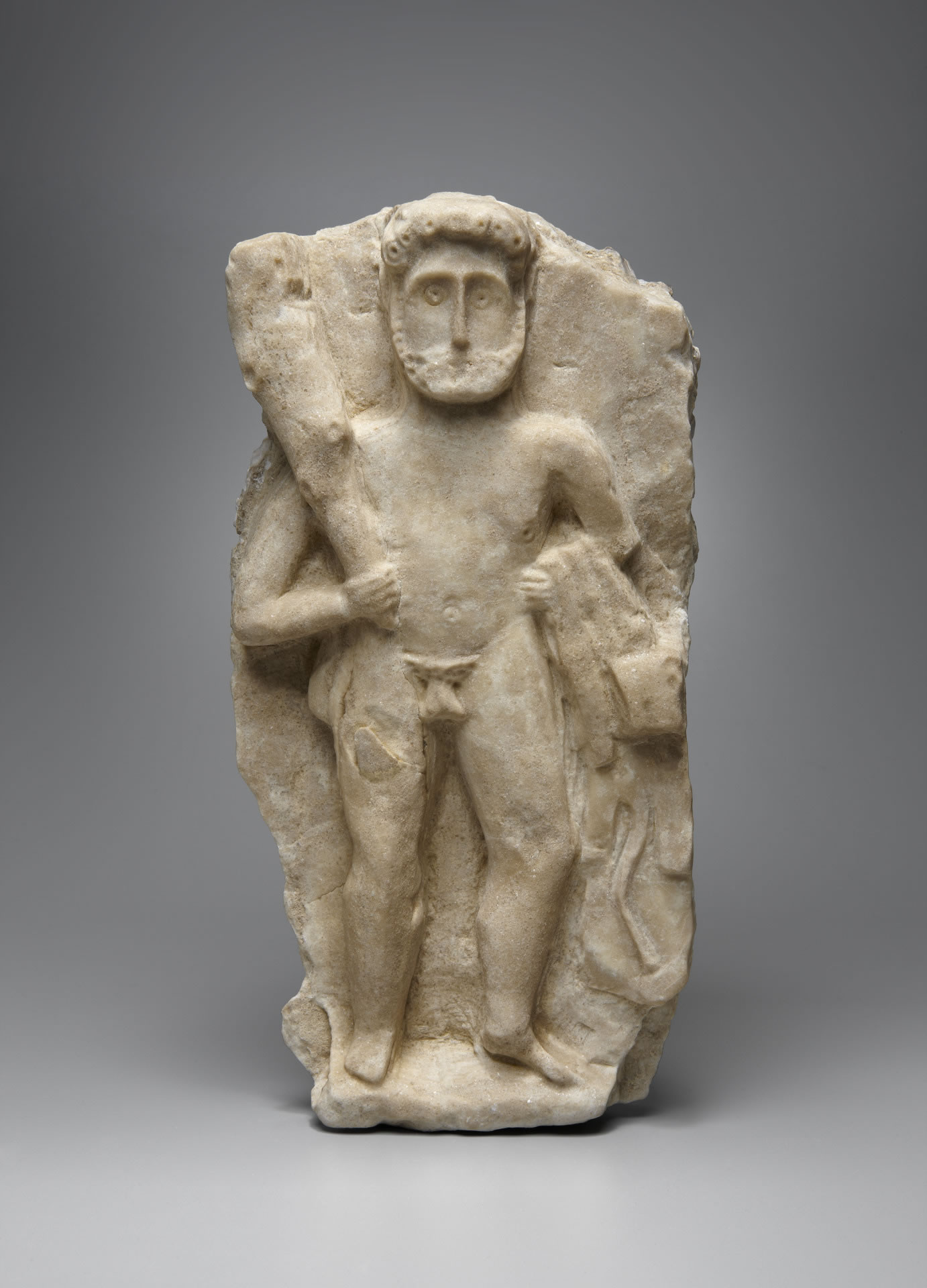
Один из барельефов из Дура-Эвропоса

Статуя Геркулеса — изваяние Геракла (Геркулеса), найденное Михаилом Ростовцевым при раскопках античного города Дура-Эвропос на территории современной Сирии. Экспонируется в Художественной галерее Йельского университета (инвентарный номер 1938,5302).

## История и описание
Эта работа неизвестного автора была обнаружена в храме Зевса Мегистоса в Дура-Эвропосе во время раскопок 1935—1937 годов, проведённых Йельским университетом и Французской Академией. Возраст статуи датируется периодом римского владычества в Дура-Эвропосе (160—256 годы н. э.).
Работа неизвестного автора сделана из известняка и имеет высоту почти 52 см, ширину 40 см и глубину 30 см. Геркулес изображен спереди, держа льва «в замке́» левой рукой. Его правая рука и левое колено частично отломаны, как и часть головы льва и его лап. Анатомические детали тела Геркулеса обозначены не совсем пропорционально: его ноги чрезмерно толстые по сравнению с остальной частью его тела. Форма основания показывает, что скульптура была предназначена для нахождения в углу помещения, что подтверждают остатки штукатурки, найденные на обратной стороне скульптуры.
Статуя изображает победу Геркулеса над Немейским львом. Изображения Геракла достаточно распространены в Дура-Эвропос. При раскопках города было найдено около 42 экземпляров, в том числе пять вариантов с немейским львом. Любовь к этому мотиву может восходить к восточным поступкам героя, убивающего льва — мотиву с давней традицией в месопотамском искусстве. Это подтверждают ранние изображения сражения Гильгамеша со львом, восходящие к третьему тысячелетию до нашей эры. Особенно известен пример известен из древнеперсидского города Персеполя.
Вероятнее всего, эта скульптурная группа с изображением Геракла была изготовлена вместе с другими статуями и барельефами в одной мастерской Дура-Эвропос, все они выполнены из белого известняка. Другие найденные скульптуры из этого города соответствуют стилю работ из Пальмиры и, как правило, они более высокого качества, в то время как изделия этой мастерской пухлые и неуклюжие. Фронтальность данной статуи типична для парфянского искусства.